# The Creeping Flesh
The Creeping Flesh és una pel·lícula de terror britànica de 1973. Va ser dirigit per Freddie Francis i escrita per Peter Spenceley, i protagonitzada per Christopher Lee, Peter Cushing i Lorna Heilbron. La pel·lícula va ser estrenada per Columbia Pictures als cinemes l'1 de gener de 1973.

## Argument
A l'escena introductòria, el professor Emmanuel Hildern rep un nou col·laborador contractat per ajudar-lo en la seva recerca. Explica que busca una vacuna contra el "mal". A continuació, la pel·lícula es desenvolupa en un flashback molt llarg: l'any 1894 d'una expedició a Nova Guinea porta de tornada un esquelet humanoide gegant. Quan comença a fer anàlisis, la seva filla insisteix perquè dini amb ella, aprofita per llegir el correu i s'assabenta de la mort de la seva dona. Sabem que havia estat internada durant alguns anys en un asil dirigit pel germà del professor, James Hildern. Fortuïtament, l'Emmanuel s'adona que quan els ossos de l'humanoide es posen en contacte amb l'aigua, la seva carn es reconstitueix. Analitza la sang, i teoritza que l'humanoide devia ser una "criatura malvada". En barrejar sang humana i sang de la criatura, l'Emmanuel creu que està obtenint un sèrum que primer prova en un mico. Mentrestant, Penèlope, la filla d'Hildern, entra a l'habitació de la seva mare on mai havia pogut entrar. Ella descobreix els vestigis del seu passat com a ballarina a les Folies-Bergère, la seva passió pels homes i la roba bonica, però també s'assabenta de la seva mort.
Hildern té un enfrontament amb la seva filla i tem que la bogeria de la seva dona sigui hereditària, i li injecta el sèrum. L'endemà Hildern descobreix que el mico a qui li van injectar el sèrum s'ha escapat de la seva gàbia i ha assolat en part el laboratori, es preocupa pel que ha pogut passar amb la seva filla que ha marxat de casa. La Penèlope vaga pels carrers, entra en una rada, esgarrapa violentament a un home que volia dormir amb ella i després en mata un altre. La multitud la persegueix, es refugia en un graner on s'amaga un fugitiu de l'asil de James Hildern. Ell l'ajuda, però ella el mata i és dominada per la multitud. La policia la porta al manicomi del seu oncle. James intenta fer xantatge al seu germà per conèixer l'evolució de la seva feina, sinó revelarà què li va passar a la seva filla. L'Emmanuel no cedeix al xantatge però James li roba les notes. No obstant això, aquests són insuficients, i James decideix robar l'esquelet. El robatori té èxit però l'esquelet agafa aigua i la seva carn es reconstitueix, l'autocar cau a una rasa. L'Emmanuel els persegueix i es torna enrere quan veu una estranya criatura amb caputxa vagant de nit. La criatura persegueix l'Emmanuel cap a casa, el salva però li amputa un dit. Final del flashback, ens adonem que l'escena introductòria va tenir lloc al manicomi James en el qual està internat l'Emmanuel, la Penèlope també està tancada allà en una altra cel·la. La pel·lícula permet a l'espectador jutjar si la història d'Emmanuel és certa o si és una il·lusió d'un científic boig.

## Repartiment
- Christopher Lee – Dr. James Hildern
- Peter Cushing – Prof. Emmanuel Hildern
- Lorna Heilbron – Penelope Hildern
- Jenny Runacre – Marguerite Hildern
- George Benson – Prof. Waterlow
- Kenneth J. Warren – Charles Lenny
- Duncan Lamont – Inspector
- Harry Locke – Barman
- Hedger Wallace – Dr. Perry
- Michael Ripper – Carter
- Catherine Finn – Emily
- Robert Swann – Jove aristòcrata
- David Bailie – Jove doctor
- Maurice Bush – Karl
- Tony Wright – Mariner
- Marianne Stone – Assistent femenina
- Alexandra Dane – Prostituta
- Larry Taylor – Warder #1
- Martin Carroll – Warder #2
- Dan Meaden – Llunàtic
- Sue Bond – Noia a la taverna

## Producció
Freddie Francis va substituir Don Sharp com a director a l'últim moment.
The Creeping Flesh va ser produïda per Tigon British Film Productions, i dirigida per Freddie Francis. La pel·lícula es va estrenar al Regne Unit l'1 de gener de 1973. Segons Donato Totaro, editor de la revista de cinema en línia Offscreen, va dir: "The Creeping Flesh es va fer al final d'un productiu període de cinc anys per al productor Tony. Tenser at Tigon pictures (l'estudi va funcionar fins al 1985)."

## Localitzacions
Thorpe House, Coldharbour Lane, Thorpe, Surrey, England (també la localització de Bogeria, 1973)
Shepperton Studios, Shepperton, Surrey, Anglaterra

## Recepció
The Creeping Flesh ha rebut tant elogis com crítiques. La pel·lícula, dirigida per Freddie Francis, era protagonitzada per dues icones de l'horror britànic, Christopher Lee i Peter Cushing, i es va rodar al final del cicle de pel·lícules de terror gòtiques britàniques que va durar des de finals de la dècada de 1950 fins a mitjans de la dècada de 1970. L'estil d'aquesta pel·lícula és similar al de moltes pel·lícules de Hammer Film Productions, però no ha aconseguit la fama de La maledicció de Frankenstein de Hammer o Dràcula. Segons Gary Susman, autor i columnista del bloc d'AOL Moviefone, "pots llegir-ho tot com una sàtira, sobre l'expressió sexual victoriana, la ciència datada i l'imperialisme, però el més fàcil és asseure's i cridar a l'elegant esgarrifós de Cushing i Lee o l'horrible espectacle d'aquest dit que es mou."

### Revisions contemporànies
Donato Totaro, a la seva ressenya de The Creeping Flesh per a la revista de cinema en línia Offscreen, va opinar: "Tot i que The Creeping Flesh té un ritme desigual en alguns moments i conté una trama de vegades maligna, una anàlisi detallada revela una pel·lícula marcada mitjançant un ús interessant del muntatge paral·lel, un significat temàtic subtil que s'imparteix a la posada en escena i un possible missatge social submergit dins de l'escenari apocalíptic una mica ridícul, tractant de la supressió de les dones a l'Anglaterra victoriana (seria massa exagerat llegiu-ho com a feminista)."
A Rotten Tomatoes la pel·lícula té una puntuació d'aprovació del 83 %, amb una puntuació mitjana de 6/10, basada en les ressenyes de sis crítics.

## Mitjans domèstics
“The Creeping Flesh” es va estrenar en Blu-ray dels EUA el 4 d'abril de 2017 per Mill Creek Entertainment, en un conjunt de tres pel·lícules anomenat "Psycho Circus". Aquest conjunt també inclou les pel·lícules Brotherhood of Satan i Torture Garden.
"The Creeping Flesh" també es va publicar en DVD del Regne Unit el 19 de maig de 2004 per DD Home Entertainment, però aviat es va retirar a causa d'una disputa de drets.